# گلتیا (قمر)

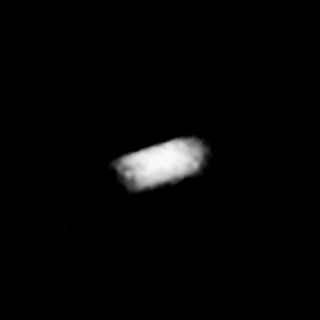

گلتیا (ماه)ˌɡæləˈti:ə نام یکی از ماه‌های نپتون است که در سال ۱۹۸۹ میلادی کشف شد.
قطر آن ۱۷۶ کیلومتر، جرمش ۲٫۱۲‎×۱۰۱۸ کیلوگرم، نیم محور بزرگ چرخش آن به دور نپتون ۶۱٬۹۵۳ کیلومتر، دوره مداری آن ۰/۴۲۹ روز، انحراف مداری ۰/۰۳۴ درجه و خروج از مرکز آن ۰/۰۰۰۱ است.